# Чан Шоу-фун
Чан Шоу-фун (кит.: 張曉風; піньінь: Zhāng Xiǎofēng; нар. 29 березня 1941 р.) — тайванська письменниця, політична і екологічна діячка. Вона була обрана до Законодавчого юаня в 2012 році і працювала до своєї відставки в березні 2013 року. Чан Шоу-фун є американизованим написанням імені та прізвища. Китайською звучить Чан Сяофен.

## Освіта та літературна кар'єра
Чанг родом з Цзіньхуа і переїхала на Тайвань у 1949 році. Вона вивчала китайську літературу в університеті Соочоу, який закінчила в 1962 році. Вона викладала у своїй альма-матер, а також у Гонконгській баптистській духовній семінарії та Національному університеті Ян-Мін. Більшість її творів включають історичні події як алегорії сучасності.

## Активізм
Чанг виступила проти будівництва біотехнологічного парку в районі Нанган, Тайбей, відомого у 2010 році, описавши цей район як «останній шматочок зеленої землі Тайбею». Її пропаганда передбачала прямі відвідування місця, де вона виступала за збереження природних водно-болотних угідь у цьому районі як «Центральний парк Тайбея». Чанг також підтримував утримання стежки Алангі округу Піндун. Вона порівняла неякісний догляд за громадською зеленню з бинтуванням ніг.

## Політична кар'єра
Чанг була призначена до Законодавчого юаня за системою партійних списків пропорційного представництва як представниця Партії «Народ-перше». Як законодавиця, Чанг продовжувала підтримувати широкий спектр екологічних ініціатив. У березні 2012 року вона запропонувала уряду надати допомогу одиноким жінкам, порадивши тайванським чоловікам не допускати транснаціональних шлюбів, назвавши цю практику «дивною звичкою». Коментарі Чанг викликали критику з боку багатьох громадських груп. Вона подала у відставку 15 березня 2013 року.